# Tricarico
Tricarico – miejscowość i gmina we Włoszech, w regionie Basilicata, w prowincji Matera. Według danych z 31 grudnia 2016 gminę zamieszkiwało 5292 osób.
Siedziba rzymskokatolickiej diecezji Tricarico.